# Metro trip
metro trip（メトロ・トリップ）は日本の音楽ユニットである。2000年に結成。2007年NBCユニバーサル・エンターテイメントジャパンからメジャー・デビュー。

## メンバー
- 日野 友香（ひの ともか、1月12日 - ）作詞・ボーカル。東京都出身
- 青木 多果（あおき たか、4月13日 - ）プロデュース・作詞・作曲・編曲・ギター・tinystep records代表。三重県伊勢市出身

## ディスコグラフィ

### ミニアルバム
1. metro trip e.p.（2004年5月30日）
  1. メトロトリップ(in Paris)
  2. 口笛
  3. パートタイムクリスマス!
  4. クラウドグレー
  5. 東京ボーイ(e.p.ver.)
  6. サイレントシネマ
  7. 約束
  8. 恋に落ちた(in Tokyo)
2. metro trip a go!go!（2005年2月23日）
  1. 三日月ブギー
  2. 東京ガール
  3. ロイドの恋
  4. コーヒー
  5. ロイドの恋(again!)
  6. ダーリン
  7. ウソ
  8. 砂に消えた涙
  9. 恋をするなら(inst.)

### アルバム
1. 月とドライブ（2006年1月11日）
  1. BABYBABY
  2. サマーデイズ（テレビ東京系「THE 占い」エンディングテーマ）
  3. 月とドライブ
  4. 僕らの街並
  5. 恋をするなら
  6. 穴
  7. さよならのボソボソ
  8. でも、泣けない。
  9. さよならのボソボソ(inst.)
  10. 100%
2. LOVERS（2007年7月4日）
  1. LOVERS
  2. In the Friday
  3. CAT SONG
  4. ラブソング
  5. Driving（テレビ東京系「ドライブ A GO!GO!」エンディングテーマ）
  6. Weekend
  7. Bagna Cauda(inst.)
  8. フランキー
  9. しあわせの涙
  10. 都会（大貫妙子のカバー）
  11. Shiii
  12. 朝日のあたる道（Original Loveのカバー）

## 参加作品

### CD
- color code（2006年11月15日）
2.L-O-V-E feat. tomoka hino (metro trip)
- GOOD COMPI（2002年9月28日）
4.ダンスミュージック
- Superior Suite（2004年4月11日）
4.東京ボーイ
- sucre sweet tracks（2004年10月25日）
2.でも泣けない。
7.パートタイムクリスマス!
- superior groove（2005年9月7日）
1.サマーデイズ
- Dear Chocolat Sienne（2005年12月14日）
4.BABYBABY
- COSA NOSTRA「re-generation」（2005年12月14日）
6.マリオネット (remix by metro trip)
- Authentica voyage vol.4（2006年4月19日）
2.月とドライブ
- Slogan（2006年6月21日）
5.音楽

### 音楽ゲーム
- DANCE 86.4 FUNKY RADIO STATION（2005年夏）
  - 聖者の行進 (AOR EDITION) / 日野友香
- pop'n music 12 いろは（プレイステーション2版・2006年3月2日）
  - 東京ガール
- pop'n music 15 ADVENTURE（2007年4月）
  - Prince on a star / 日野友香